# North Miami Beach
North Miami Beach es una ciudad ubicada en el condado de Miami-Dade en el estado estadounidense de Florida. En el Censo de 2010 tenía una población de 41.523 habitantes y una densidad poblacional de 2.988,28 personas por km².

## Geografía
Según la Oficina del Censo de los Estados Unidos, North Miami Beach tiene una superficie total de 13.9 km², de la cual 12.5 km² corresponden a tierra firme y (10.03%) 1.39 km² es agua.

## Demografía
Según el censo de 2010, había 41.523 personas residiendo en North Miami Beach. La densidad de población era de 2.988,28 hab./km². De los 41.523 habitantes, North Miami Beach estaba compuesto por el 47.13% blancos, el 41.37% eran afroamericanos, el 0.25% eran amerindios, el 3.41% eran asiáticos, el 0.06% eran isleños del Pacífico, el 4.03% eran de otras razas y el 3.76% pertenecían a dos o más razas. Del total de la población el 36.64% eran hispanos o latinos de cualquier raza.

## Gobierno
El Departamento de Policía de Miami-Dade gestiona la Intracostal District Station en North Miami Beach.

## Educación
Las Escuelas Públicas del Condado de Miami-Dade gestiona escuelas públicas.

### Escuelas primarias y secundarias
Las Escuelas Públicas del Condado de Miami-Dade gestiona la escuelas públicas que sirven a la ciudad.
Escuelas primarias
- Escuela Primaria Fulford
- Escuela Primaria Greynolds Park
- Escuela Primaria Madie Ives
- Escuela Primaria Oak Grove
- Escuela Primaria Ojus
- Escuela Primaria Sabal Palm

Escuelas intermedias
- Escuela Intermedia Highland Oaks
- Escuela Intermedia John F. Kennedy

Escuelas secundarias (high schools)
- Escuela Secundaria North Miami Beach
- Escuela Secundaria Dr. Michael Krop en un área no incorporada
- Escuela Secundaria Alonzo y Tracy Mourning en North Miami[7]

Antes de las aberturas de las secundarias North Miami Beach y Krop, la Escuela Secundaria Miami Beach y la Escuela Secundaria Miami Norland sirvieron a North Miami Beach.